# وسلی ژدار
وسلی ژدار (به لاتین: Veselý Žďár) یک منطقهٔ مسکونی در جمهوری چک است که در شهرستان هاولیچکوف برود واقع شده‌است. وسلی ژدار ۸٫۷ کیلومتر مربع مساحت و ۵۵۲ نفر جمعیت دارد و ۴۹۱ متر بالاتر از سطح دریا واقع شده‌است.